# Analytische voortzetting
In de complexe functietheorie, een onderdeel van de wiskunde, is analytische voortzetting een techniek om het domein van een gegeven holomorfe functie uit te breiden. Door gebruik te maken van analytische voortzetting slaagt men er vaak in om verdere waarden van een functie vast te stellen, bijvoorbeeld in een nieuw gebied, waar een weergave als een oneindige reeks in termen van zijn oorspronkelijke definitie divergeert.
Een bepaalde techniek gaat stapsgewijs te werk,  maar kan stuiten op moeilijkheden. Deze kunnen van topologische aard zijn, wat kan leiden tot inconsistenties, het definiëren van meer dan een waarde. De moeilijkheden kunnen ook te maken hebben met de aanwezigheid van wiskundige singulariteiten.
In het geval dat er meer dan één complexe variabele is, is het anders, aangezien singulariteiten dan geen geïsoleerde punten hoeven te zijn. Onderzoek daarnaar was een belangrijke reden voor de ontwikkeling van de cohomologie en de schoventheorie.

## Kernpunten

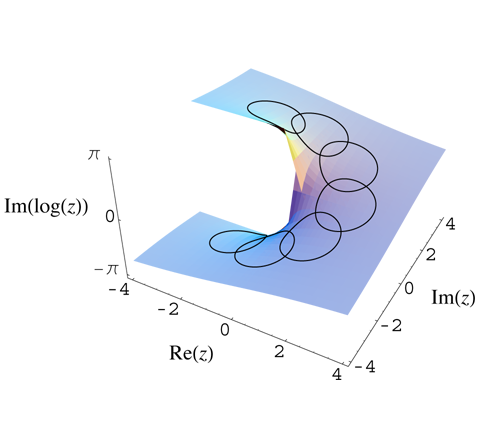
Analytische voortzetting van een natuurlijk logaritme, imaginair deel

Stel dat {\displaystyle f} een holomorfe functie is die is gedefinieerd op een open deelverzameling {\displaystyle U} van het complexe vlak {\displaystyle \mathbb {C} }. Als {\displaystyle V} een grotere open deelverzameling van {\displaystyle \mathbb {C} } is, die bovendien {\displaystyle U} bevat, en wanneer {\displaystyle F} een holomorfe functie is die zo gedefinieerd is op {\displaystyle V} dat
{\displaystyle F(z)=f(z)} voor alle {\displaystyle z\in U},
dan wordt {\displaystyle F} een analytische voortzetting van {\displaystyle f} genoemd. Omgekeerd wordt {\displaystyle f}, de functie waarmee we begonnen, de beperking van {\displaystyle F} naar {\displaystyle U} genoemd. 
Analytische voortzettingen zijn in die zin uniek dat als {\displaystyle V} het samenhangende domein van twee holomorfe functies {\displaystyle F_{1}} en {\displaystyle F_{2}} is, zodanig dat {\displaystyle U} is bevat in {\displaystyle V} en voor alle {\displaystyle z\in U} geldt dat
{\displaystyle F_{1}(z)=F_{2}(z)=f(z)},
dan is
{\displaystyle F_{1}=F_{2}}
op alle elementen van {\displaystyle V}. Dit is equivalent met de stelling dat een holomorfe functie met een samenhangend domein die nul is op een open deelverzameling van haar domein, overal nul is. Deze volgt uit de identiteitsstelling.

## Toepassingen
Een veel voorkomende manier om functies in de complexe analyse te definiëren bestaat eruit de functie eerst alleen op een klein domein te definiëren om dit vervolgens met behulp van analytische voortzetting uit te breiden. In de praktijk wordt deze voortzetting vaak uitgevoerd door eerst een functionaalvergelijking op dit kleine domein vast te stellen en vervolgens met behulp van deze vergelijking dit domein uit te breiden. Voorbeelden daarvan zijn de riemann-zèta-functie en de gamma-functie.
Het begrip universele dekking is voor het eerst ontwikkeld om een natuurlijk domein voor de analytische voortzetting van een holomorfe functie te definiëren. Het idee om de maximale analytische voortzetting van een functie te vinden heeft op zijn beurt geleid tot de ontwikkeling van het idee van riemann-oppervlakken.
Een en ander wordt veralgemeend door het idee van een kiem. De algemene theorie van de analytische voortzetting staat bekend als schoventheorie.

## Voorbeelden van analytische voortzetting

### Vierkantswortel

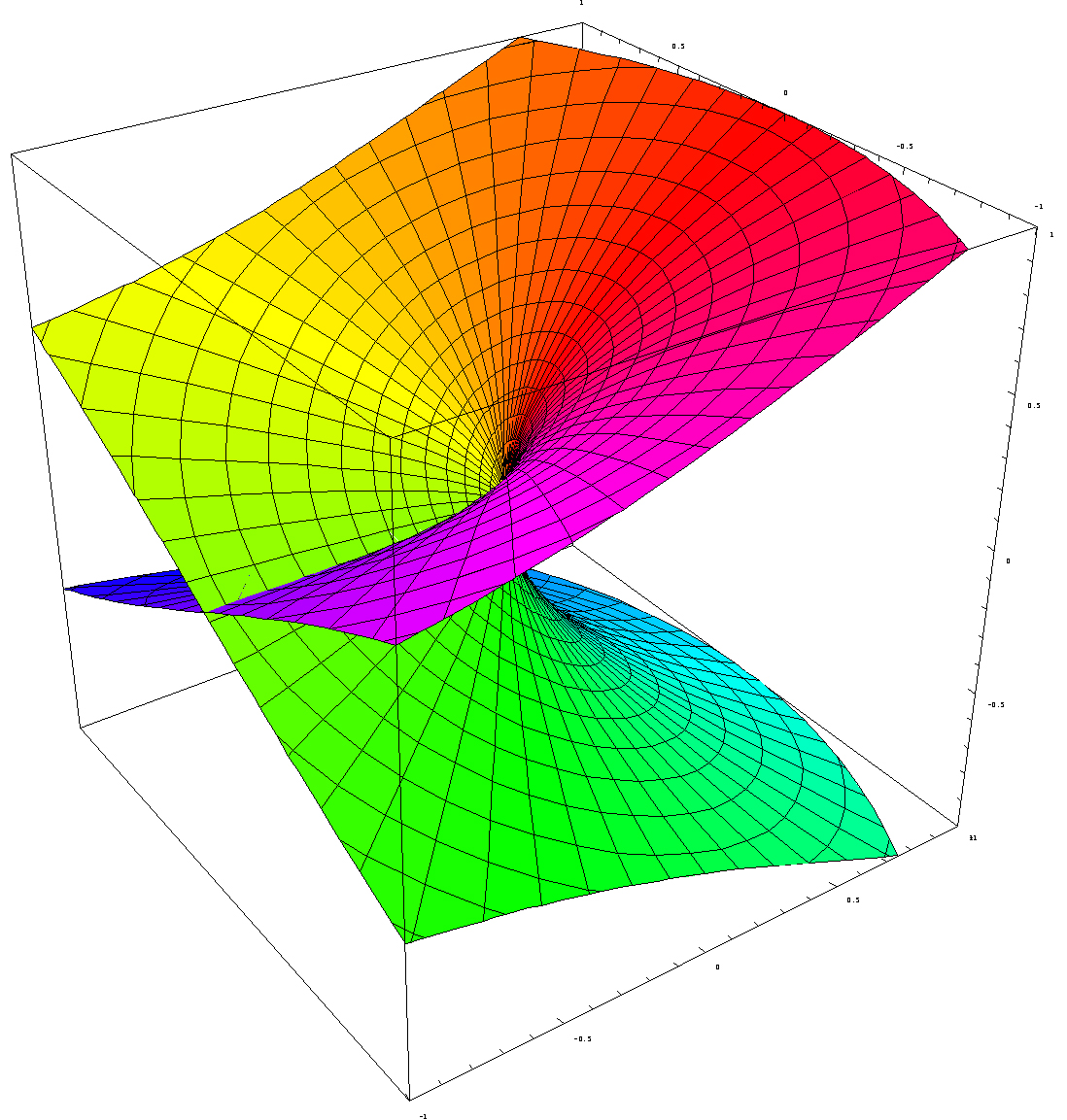
Riemann-oppervlak als domein van de vierkantswortel

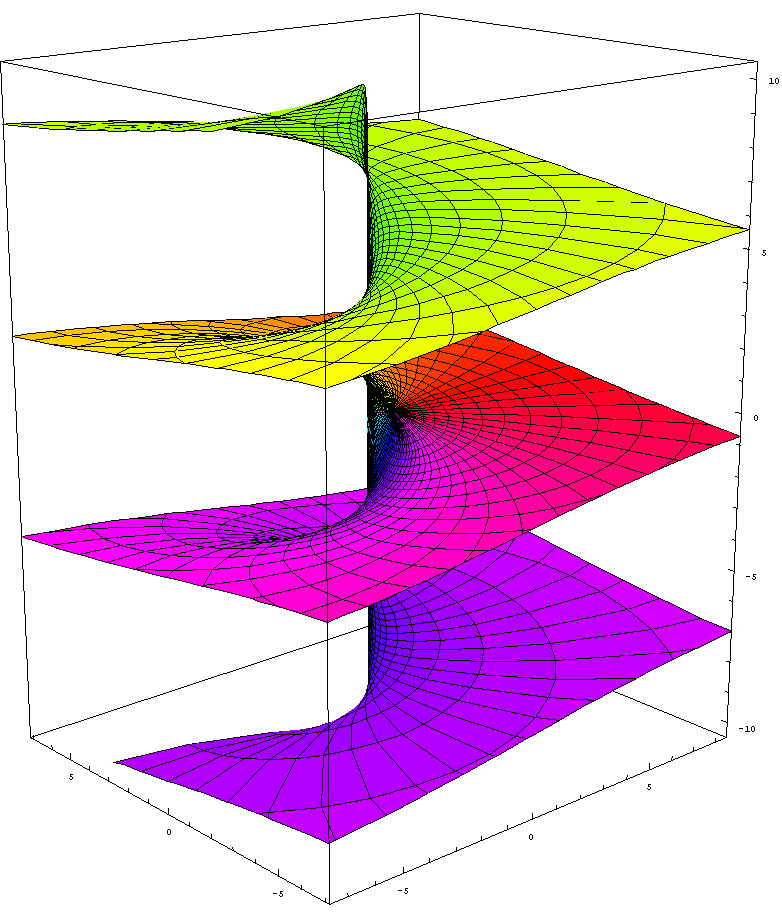
Riemann-oppervlak als domein van de logaritme

Stel dat voor een holomorfe functie {\displaystyle f(z)} geldt dat {\displaystyle [f(z)]^{2}=z}. Dit geldt dan en slechts dan als {\displaystyle f(re^{i\phi })={\sqrt {r}}e^{i\theta (z)}} met {\displaystyle e^{i\phi }=e^{2i\theta (z)}}, dus {\displaystyle \theta (z)} is {\displaystyle \phi /2} plus een veelvoud van {\displaystyle \pi }. Analytische voortzetting van {\displaystyle f(z)} tot een domein {\displaystyle D} is daarom dan en slechts dan mogelijk als {\displaystyle D} geen contour om het punt 0 bevat. In het domein {\displaystyle D} ontbreekt dus minimaal een kromme van het punt 0 naar oneindig.
De vierkantswortel kan ook gedefinieerd worden op een riemann-oppervlak dat bestaat uit twee exemplaren van het complexe vlak, die op een geschikte manier op elkaar worden aangesloten. Na een omwenteling om het punt 0 loopt de functie door op het tweede exemplaar, en na nog een omwenteling sluit dit weer aan op het eerste exemplaar. Zo wordt meerwaardigheid van de vierkantswortel voorkomen. Het illustreert tevens de potentiële meerwaardigheid van de vierkantswortel op het complexe vlak.

### Logaritme
{\displaystyle {\rm {Im}}(\log z)} is een argument van {\displaystyle z}. In het domein {\displaystyle D} ontbreekt dus weer minimaal een kromme van het punt 0 naar oneindig.
{\displaystyle L(z)=\sum _{k=1}^{\infty }{\frac {(-1)^{k+1}}{k}}(z-1)^{k}}
is een machtreeks die correspondeert met de natuurlijke logaritme in de nabijheid van {\displaystyle z=1}. Deze machtreeks kan worden omgezet in een kiem
{\displaystyle g=(1,0,1,-{\tfrac {1}{2}},{\tfrac {1}{3}},-{\tfrac {1}{4}},{\tfrac {1}{5}},-{\tfrac {1}{6}},\ldots )}
Deze kiem heeft een convergentiestraal van 1, dus is er een schoof {\displaystyle S} die met deze kiem correspondeert. Dit is de schoof van de logaritmische functie.